# Syma torotoro
El alción torotoro (Syma torotoro) es una especie de ave coraciforme de la familia Halcyonidae que vive en Nueva Guinea y el extremo nororiental de Australia. 

## Descripción
Mide unos 20 cm de largo, con una envergadura alar de 29 cm, y un peso alrededor de 40 g. Sus colores no característicos: Tiene la cabeza y el cuello naranjas con una mancha negra en la nuca y la garganta blanca. Las hembras adultas además tienen una mancha negra en el píleos. La parte superior del manto es negruzca que se degradando hacia el verde oliva en la espelda, el verde azulado en el obispillo y el azul en la cola. La parte superior de las alas son de color azul verdoso apagado con las plumas de vuelo de color oliváceo oscuro o negro. Las partes inferiores del cuerpo son de un color gris anaranjado claro. El pico de los adultos es de color amarillo y el de los juveniles es gris oscuro.

## Distribución y hábitat
El alción torotoro se encuentra en las selvas de tierras bajas de Nueva Guinea e islas adyacentes y en el norte de la Península del Cabo York en Australia. 

## Comportamiento
El alción torotoro se alimenta grandes insectos, lombrices y lagartijas.
Estas aves anidan excavando cavidades en el interior de termiteros arbóreos, donde ponen entre 3 y 4 huevos.